# Strängspridare
Strängspridare är en maskin som används för att applicera lim inom limträindustrin. Den fungerar på så vis att lamellen, det vill säga plankan, matas genom en ridå av limsträngar.